# Catarina Vorontsova-Dashkova
Catarina Romanovna Vorontsova-Dashkova (em russo:  Екатерина Романовна Воронцова-Дашкова), (São Petersburgo, 28 de março de 1743 — Moscovo, 15 de janeiro de 1810) foi a amiga mais próxima da imperatriz Catarina, a Grande e uma figura importante do Iluminismo Russo. É mais conhecida por princesa Dashkov.

## Primeiros anos
Nascida como condessa Vorontsova, Catarina era a terceira filha do conde Romano Larionovich Vorontsov, um membro do Senado que se distinguiu pelos seus dotes intelectuais. O seu tio, Miguel Illarionovich, e o seu irmão Alexandre Romanovich foram chanceleres imperiais enquanto o seu irmão Simeão serviu como embaixador russo na Grã-Bretanha. Catarina teve uma educação excecional, tendo mostrado desde muito nova os talentos e gostos que tornaram a sua carreira tão singular. Era muito boa a matemática, curso que estudou na Universidade de Moscovo. Na literatura, os seus autores preferidos eram Bayle, Montesquieu, Boileau, Voltaire e Helvétius.

## O Golpe de Estado de Catarina

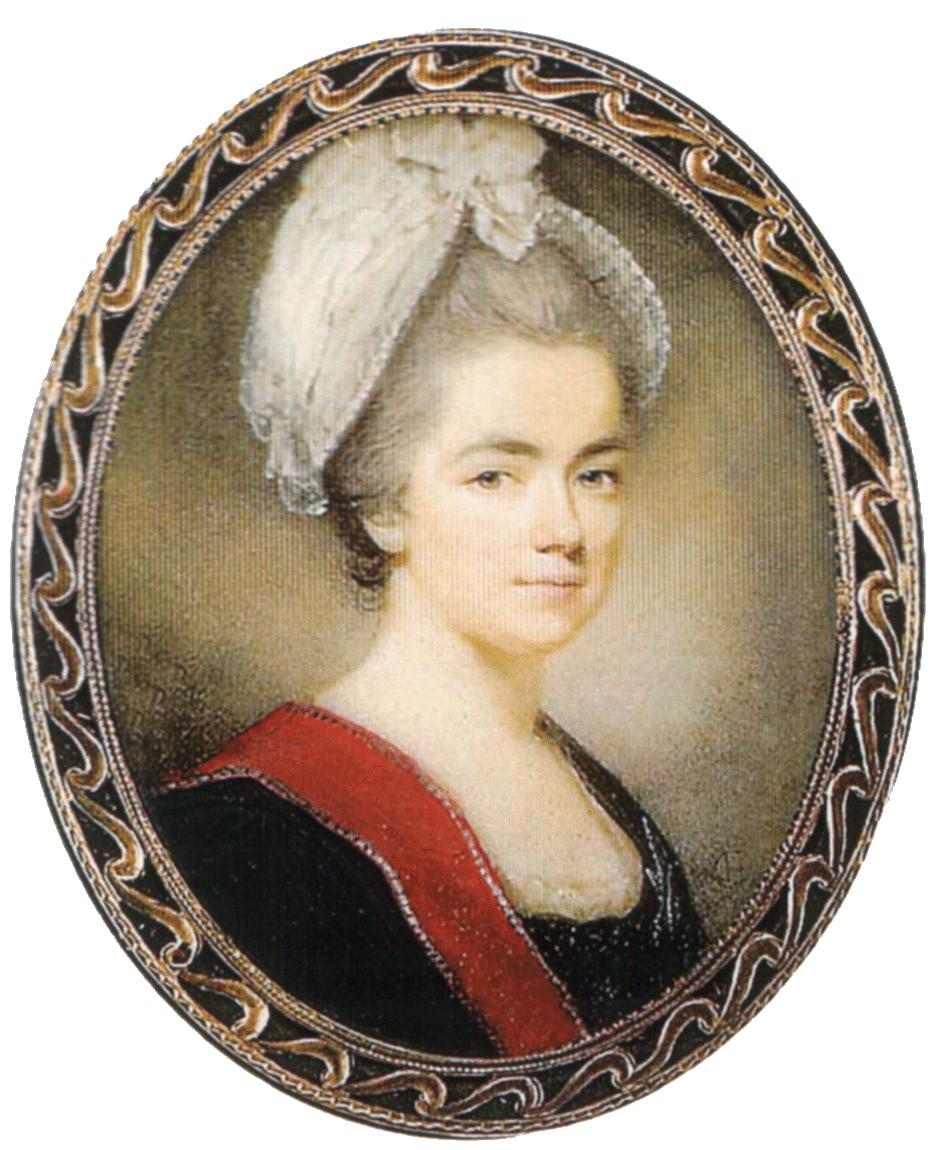
Catarina por Ozias Humphrey.

Quando era ainda uma criança, Catarina já tinha fortes ligações à corte russa e tornou-se uma das líderes de um partido político que apoiava a grã-duquesa Catarina Alexeyevna.
Em Fevereiro de 1759, antes de completar dezasseis anos de idade, Catarina casou-se com o príncipe Miguel Ivanovich Dashkov, um proeminente nobre russo descendente dos Rurikid (a antiga dinastia russa), e foi viver com ele em Moscovo. Enquanto lá vivia aprendeu a falar russo para poder comunicar com a família do marido. Quando o príncipe Dashkov morreu, Catarina passou a dedicar-se apenas aos seus filhos, à literatura e à política.
Em 1762, Catarina estava em São Petersburgo e, segundo a própria, teve um papel importante no golpe de estado que levou Catarina, a Grande ao trono. Se os acontecimentos se tivessem desenrolado de outra forma, era provável que o poder fosse parar às mãos da irmã da princesa Catarina, Isabel, que era amante do czar Pedro III que tinha como intenção enviar a nova imperatriz para um convento para se poder casar com Isabel.

## Viagens ao estrangeiro

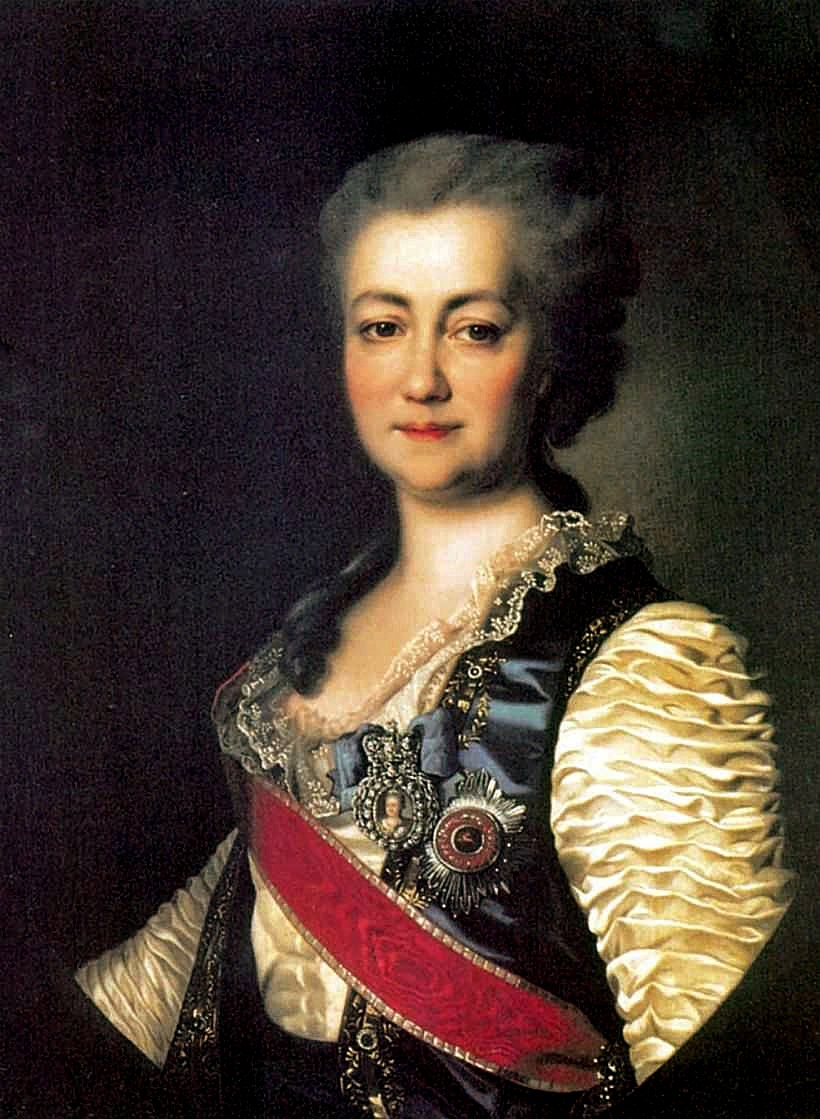
Catarina.

A relação de Catarina com a nova imperatriz não era cordial, mas manteve-se extremamente leal a ela. Catarina muitas vezes não gostava dos homens que a imperatriz escolhia para seus amantes e ofendia-se com as graças e presentes que ela lhes oferecia. Os seus modos bruscos, o desdém que mostrava pelos amantes da imperatriz que, a seus olhos, davam mau nome à corte, e talvez o facto de sentir que o seu mérito não era reconhecido, fizeram com que as duas amigas se começassem a afastar, o que levou Catarina a pedir permissão à imperatriz para viajar. A permissão foi concedida e pouco depois Catarina partiu, mas manteve-se uma apoiante leal da imperatriz e as duas amigas permaneceram, apesar de tudo, amigas. Dizia-se que a verdadeira razão pela qual Catarina tinha decidido partir foi o facto de a imperatriz se ter recusado a torná-la coronel da guarda imperial.
Quando o seu marido morreu em 1768, Catarina deu inicio a uma longa viagem pela Europa, tendo sido muito admirada nas cortes estrangeiras, tendo a sua reputação literária e cientifica permitido a sua entrada nas várias sociedades intelectuais das capitais europeias.
Em Paris, Catarina tornou-se grande amiga e foi admirada por Diderot e Voltaire. Expressou várias vezes o seu gosto pela Grã-Bretanha e pelos britânicos, tendo mantido correspondência com Garrick, Dr. Blair e com o diretor Robertson. Quando passou por Edimburgo, onde foi muito bem recebida, conseguiu fazer com o diretor Robertson educasse o seu filho, Paulo Mikhailovich, príncipe Dashkov. Viveu em Edimburgo entre 1777 e 1779 e doou a sua coleção de medalhas comemorativas russas à Universidade de Edimburgo. O seu filho tornou-se um ajudante de Gregório Alexandrovich Potemkin.
Também viajou até à Irlanda onde pode ser vista a observar uma inspeção aos voluntários irlandeses num quadro de Francis Wheatley em Novembro de 1779. Tornou-se amiga de Georgiana Shipley, filha de Jonathan Shipley, em Londres. Conheceu Benjamin Franklin, em Paris, a 3 de Fevereiro de 1781.

## Exposição
Uma exposição intitulada "The Princess and the Patriot: Ekaterina Dashkova, Benjamin Franklin and the Age of Enlightenment" ocorreu em Filadélfia, nos Estados Unidos entre fevereiro e dezembro de 2006. Benjamin Franklin e Catarina só se cruzaram uma vez, em Paris, em 1781, quando Benjamin tinha 75 anos e Catarina 37. Os dois ficaram muito impressionados um com o outro. Benjamin convidou Catarina a juntar-se à Sociedade Filosófica Americana, sendo a primeira mulher a ter essa honra e a única a consegui-lo em mais de oitenta anos. Mais tarde, Catarina retribuiu a honra ao fazer de Benjamin o primeiro americano a entrar na Academia Russa. A parte mais importante da exposição foram as cartas trocadas entre os dois.

## Diretora de duas academias

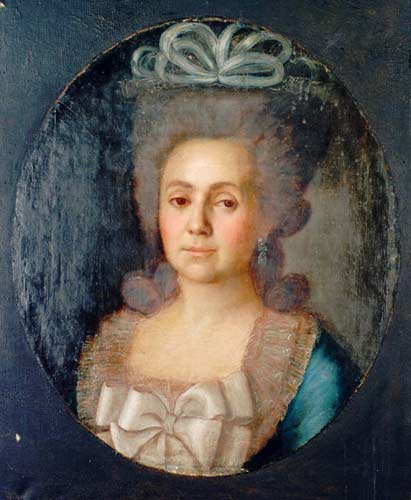
Catarina por Petr Drozhdin.

Em 1782 Catarina regressou à capital russa e voltou a entrar nas boas graças da imperatriz que partilhava os seus gostos literários e o seu desejo de elevar a Rússia a um lugar mais alto nas línguas literárias europeias.
Logo depois do seu regresso, a princesa foi nomeada diretora da Academia Imperial das Artes e Ciências (conhecida atualmente como Academia Russa das Ciências). Teoricamente, o diretor da Academia foi sempre o seu presidente, contudo, o conde Kirill Razumovsky. que tinha sido nomeado presidente em 1746 quando tinha apenas dezoito anos de idade, tinha um papel muito reduzido na Academia e na sua liderança que sempre pertenceu aos vários directores que prestaram serviço durante o seu mandato.
Catarina foi a primeira mulher na História a liderar uma academia nacional de ciências. Apesar de não ser uma cientista, voltou a dar prestígio e respeito à instituição que tinha vindo a passar por dificuldades. A sua intervenção surgiu numa época crítica na história das ciências que estavam a passar por uma transformação desde daquilo que era chamado de filosofia natural, uma área exercida principalmente por amadores com talento, para uma área profissional.
Em 1784 Catarina também se tornou a primeira presidente da recém-criada Academia Russa. Também nesta posição mostrou o seu talento. Lançou o projecto da Academia Russa para criar um dicionário de seis volumes da língua russa, organizou-o e foi ela a fazer parte do trabalho.
Em 1783 foi eleita membro honorário da Academia Real de Ciências da Suécia, sendo a primeira estrangeira e segunda mulher (depois de Eva Ekeblad) a merecer a honra.
Pouco depois da morte de Catarina, as duas amigas tinham-se zangado por causa de uma obra literária que a princesa tinha deixado a Academia publicar e que, segundo a imperatriz, continha alguns princípios revolucionários. As duas reconciliaram-se parcialmente, mas Catarina nunca mais regressou à corte.

## Exílio e legado
Quando o czar Paulo subiu ao trono em 1796, Catarina perdeu todas as suas posições e recebeu ordens para passar a viver numa pequena vila em Novgorod como castigo pela sua participação no golpe de estado de 1762. Depois de algum tempo, esta sentença foi reduzida a pedido dos seus amigos e Catarina teve permissão para passar os seus últimos anos de vida na sua propriedade em Moscovo onde morreu no dia 4 de Janeiro de 1810.
O seu filho, o último membro da família Dashkov, morreu em 1807 e deixou a sua fortuna ao primo, Ivan Vorontsov, que, depois de obter uma autorização da coroa, passou a usar o apelido Vorontsov-Dashkov. O filho de Ivan, o conde Illarion Ivanovich Vorontsov-Dashkov, foi funcionário do czar entre 1881 e 1897 antes de ganhar fama como governador-geral do Cáucaso entre 1905 e 1915.

## Trabalhos
Além do seu trabalho no dicionário russo, a princesa Catarina também editava uma revista mensal e escreveu pelo menos dois trabalhos teatrais: "O Casamento de Fabian" e uma comédia intitulada "Toissiokoff". A sua autobiografia foi publicada em francês, em Paris, em 1804 com o título "Mon Histoire", e, em inglês, em 1840, numa edição de dois volumes intitulada "Memoirs of the Princess Daschkaw, written by herself". A versão em inglês da sua autobiografia foi editada por Mrs. W. Bradford que, ainda com o seu nome de solteira, Catherine Wilmot, tinha vivido com a princesa entre 1803 e 1808, tendo sido a própria a sugerir a publicação da autobiografia.